# Линдквист, Карл-Юхан
Карл-Ю́хан Алекса́ндер Ли́ндквист (швед. Carl-Johan Alexander Lindqvist; 15 ноября 1971, Тюресё) — шведский саночник, выступал за сборную Швеции в первой половине 1990-х годов. Участник двух зимних Олимпийских игр, участник многих международных турниров и национальных первенств. Ныне — спортивный функционер.

## Биография
Карл-Юхан Линдквист родился 15 ноября 1971 года в коммуне Тюресё, лен Стокгольм. В молодости переехал в город Сальтшёбаден, где присоединился к местному санному клубу и вскоре освоил профессию саночника. На международном уровне дебютировал в возрасте девятнадцати лет, на юниорском чемпионате мира в немецком Винтерберге финишировал среди одноместных саней тридцатым. В 1991 году побывал на взрослом чемпионате мира в Винтерберге, занял в двойках пятнадцатое место. Год спустя закрыл десятку сильнейших на чемпионате Европы в том же Винтерберге и благодаря череде удачных выступлений удостоился права защищать честь страны на зимних Олимпийских играх 1992 года в Альбервиле — вместе со своим бессменным партнёром Хансом Кохалой пришёл к финишу шестым.
После Олимпиады Линдквист остался в основном составе национальной команды Швеции и продолжил принимать участие в крупнейших международных турнирах. Так, в 1994 году он представлял страну на первенстве Европы в Кёнигсзе, занял тринадцатое место среди двухместных саней, а позже прошёл квалификацию на Олимпийские игры в Лиллехаммер, где они с Кохалой тоже были тринадцатыми. Вскоре после окончания олимпийских соревнований оба саночника приняли решение завершить карьеру профессиональных спортсменов. Впоследствии Карл-Юхан Линдквист в течение многих лет работал спортивным чиновником, в частности, начиная с 2007 года он занимает должность директора по информационным технологиям в шведской федерации бобслея, санного спорта и скелетона.